# Włośniak upierścieniony
Włośniak upierścieniony (Mallocybe agardhii (N. Lund) Matheny & Esteve-Rav.) – gatunek grzybów należący do rodziny strzępiakowatych (Inocybaceae).

## Systematyka i nazewnictwo
Pozycja w klasyfikacji według Index Fungorum: Mallocybe, Inocybaceae, Agaricales, Agaricomycetidae, Agaricomycetes, Agaricomycotina, Basidiomycota, Fungi.
Po raz pierwszy zdiagnozował go w 1845 r. Nicolai Lund nadając mu nazwę Agaricus agardhii. Obecną, uznaną przez Index Fungorum nazwę nadali mu P.D. Matheny i F. Esteve-Raventós w 2019 r.
Synonimy:
- Agaricus agardhii N. Lund 1845
- Flammula agardhii (N. Lund) P. Karst. 1879
- Inocybe agardhii (N. Lund) P.D. Orton 1960
- Inocybe dulcamara var. agardhii (N. Lund) Krieglst. 1991
- Naucoria agardhii (N. Lund) Henn. 1898
- Pholiota agardhii (N. Lund) M.M. Moser 1953

Nazwę polską zarekomendowała Komisja ds. Polskiego Nazewnictwa Grzybów w 2021 r.

## Występowanie i siedlisko
Włośniak upierścieniony w Europie jest szeroko rozprzestrzeniony. Notowany jest także w dwóch rejonach Ameryki Północnej. W Polsce gatunek dość częsty. W piśmiennictwie naukowym podawany był z kilku stanowisk w Puszczy Białowieskiej oraz w kilku innych rejonach